# Wantisari
Wantisari is een bestuurslaag in het regentschap Lebak van de provincie Banten, Indonesië. Wantisari telt 3656 inwoners (volkstelling 2010).